# Райлі (округ, Канзас)
Шаблон:StateAbbr_ 39°06′47″ пн. ш. 96°37′41″ зх. д. / 39.113055555556° пн. ш. 96.628055555556° зх. д.
Округ Райлі (англ. Riley County) — округ (графство) у штаті Канзас, США. Ідентифікатор округу 20161.

## Історія
Округ утворений 1855 року.

## Демографія
За даними перепису
2000 року
загальне населення округу становило 62843 осіб, зокрема міського населення було 53634, а сільського — 9209.
Серед мешканців округу чоловіків було 33524, а жінок — 29319. В окрузі було 22137 домогосподарств, 12262 родин, які мешкали в 23397 будинках.
Середній розмір родини становив 2,99.
Віковий розподіл населення поданий у таблиці:
| Стать    | До 15 років | 15-21 | 22-29 | 30-39 | 40-49 | 50-65 | 65-85 | Понад 85 |
| -------- | ----------- | ----- | ----- | ----- | ----- | ----- | ----- | -------- |
| Чоловіки | 5226        | 8606  | 8065  | 3892  | 3108  | 2674  | 1742  | 211      |
| Жінки    | 4713        | 7154  | 5444  | 3320  | 3142  | 2770  | 2257  | 519      |

## Суміжні округи
- Маршалл — північний схід
- Поттаватомі — схід
- Вабонсі — південний схід
- Гірі — південь
- Клей — захід
- Вашингтон — північний захід

## Виноски
1. ↑  U.S. Decennial Census. United States Census Bureau. Архів оригіналу за 26 квітня 2015. Процитовано 28 липня 2014.
2. ↑  Historical Census Browser. University of Virginia Library. Архів оригіналу за 11 серпня 2012. Процитовано 28 липня 2014.
3. ↑  Population of Counties by Decennial Census: 1900 to 1990. United States Census Bureau. Процитовано 28 липня 2014.
4. ↑  Census 2000 PHC-T-4. Ranking Tables for Counties: 1990 and 2000 (PDF). United States Census Bureau. Процитовано 28 липня 2014.
5. ↑  State & County QuickFacts. United States Census Bureau. Архів оригіналу за 23 січня 2016. Процитовано 16 червня 2015.(англ.) Наведено за англійською вікіпедією.
6. ↑  American FactFinder. Бюро перепису населення США. Архів оригіналу за 26 лютого 2012. Процитовано 31 січня 2008.

| США | Це незавершена стаття з географії США. Ви можете допомогти проєкту, виправивши або дописавши її. |